# Karel Wunnink

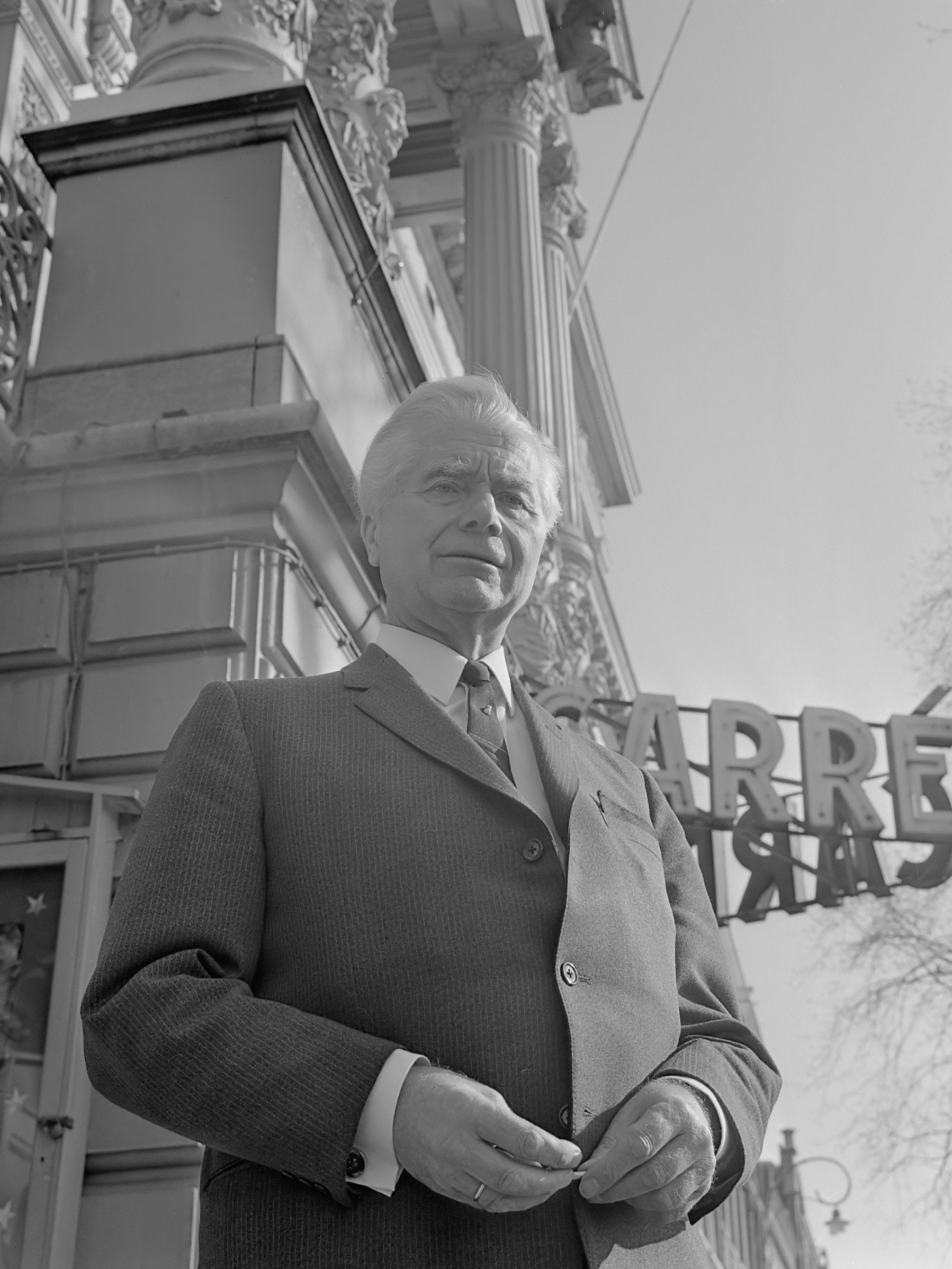
Karel Wunnink (1969)

Karel Wunnink (Amsterdam, 21 maart 1906 - Huizen, 3 mei 1973) was een Nederlands theaterdirecteur.

## Leven en werk
Wunnink volgde in 1953 zijn vader, Alex Wunnink, op als directeur van Theater Carré in Amsterdam. Als directeur kwam hij steeds op voor de vrije sector binnen de toneelwereld en als impresario haalde hij onder meer de balletten van Markies de Cuevas, Roland Petit, het New York City Ballet, Porgy and Bess, Marcel Marceau en vele Oost-Europese dansgroepen naar Nederland. Hij organiseerde verder onder meer de uitvoeringen van Het geld ligt op de bank, Anatevka, De man van La Mancha en Ja, ik wil. Daarnaast beleefden de musical (onder meer My Fair Lady in 1961) en de onemanshow (Toon Hermans in 1963) hun Nederlandse première. In 1963 werd Johan Heesters terug naar Nederland gehaald voor de rol van anti-nazikapitein Von Trapp in de theaterversie van The Sound of Music. Er verscheen een lp op het label Philips met alle liedjes, bewerkt door René Sleeswijk en Wunnink. Hij werd als directeur van Carré in 1973 opgevolgd door Guus Oster.